# See for Miles Records
See for Miles Records (SFM) era un segell discogràfic britànic creada el 1982, que va ser un dels primers a reeditar edicions britàniques, anteriors a l'aparició del CD.
See for Miles ha reeditat la majoria de les edicions de molts segells, incloent Dandelion Records en CD a la dècada de 1990. El nom fa al·lusió tant al seu co-propietari Colin Miles i a la cançó "I Can See for Miles" dels The Who. Miles va treballar per al seu company a SFM Mark Rye a EMI en el seu programa de reedició, i es van reunir després que Miles havia creat el segell al sortir d'EMI. La companyia va entrar en concurs dec creditors i el 2007 es van vendre els drets del segell a Phoenix Music Internacional. Llavors Rye va passar a formar Pucka Records, GVC Records i del projecte RockHistory.co.uk, així com va continuar amb l'empresa de venda per correu Magpie Direct que havia creat durant l'època de See For Miles.